# Emma Becker
Emma Becker, llamada en realidad Emma Durand (Nogent-sur-Marne, Francia, 14 de diciembre de 1988) es una escritora francesa. Es autora de tres libros a caballo entre la autoficción, la novela y la autobiografía.

## Biografía
Nacida en la región parisiense, Emma Becker es hija de un padre contratista y de una madre psicóloga. Sus padres se separan en 2001. Tiene dos hermanas, Louise y Alice. Estudió en el Instituto Montalembert de Nogent-sur-Marne, donde se graduó con mención en 2006. Continuó con estudios superiores de Letras en la Universidad Sorbona-Nueva.
En 2011 publicó su primer libro, Mr (Denoël), donde abordaba una relación tormentosa de apenas un año entre un cirujano francés y su propio tío. Su segundo título, Alice (Denoël) publicado en 2015, aborda la dificultad de superar una relación amorosa para la generación del 68. 
En 2013 se trasladó a Berlín, tras una ruptura sentimental. Tres años más tarde, tuvo un hijo, tema que desea abordar en un próximo trabajo.
Su tercera novela, publicada en 2019 por Flammarion, lleva el título de La Maison. Es una novela del género autoficción, una especie de crónica documental. Télérama habla de una publicación que unit l’enquête littéraire, le journal et le recueil de nouvelles. La protagonista, bajo el seudónimo de Justine, nos presenta un sórdido espectáculo de sexualidad en la Alemania de hoy. Esta novela se inscribe en una nueva ola feminista como consecuencia del movimiento #MeToo. Es una ode aux femmes que ejercen este oficio. La revista L'express la describe como un roman hypnotique. Frédéric Beigbeder habla de un buen libro, un des meilleurs de cette rentrée.
Entrevistada por el diario español El País, la escritora aseguró que había ejercido durante dos años la prostitución en dos burdeles de Berlín que aparecen con nombres supuestos en su novela La Maison. Uno de ellos era un infierno, regentado por un albanés, y otro era un confortable lugar de trabajo. Según la autora, la experiencia la mejoró como persona y como mujer en lo emocional, económico y sexual. Además le permitió ganar unos 4.000 euros al mes. Cotizaba a la seguridad social alemana, donde la prostitución está regulada. El periodista que la entrevistó no pudo confirmar fehacientemente ninguno de estos hechos, sin embargo sí que consideró que la fuerza literaria y la crudeza de la novela permitían pensar que sí podía haber vivido estas circunstancias. La autora juró que todo era verdad, más allá de las partes noveladas.

## Obras
- Mr. éditions Denoël. 13 janvier 2011. p. 480. ISBN 978-2207109502..
- Alice. éditions Denoël. 8 janvier 2015. p. 352. ISBN 978-2207123805..
- La Maison. éditions Flammarion. 21 août 2019. p. 384. ISBN 978-2081470408..
- L’inconduite. Éditions Albin Michel, 2022, ISBN 978-2-22-647560-2.

## Fuente
- Elsa Vigoureux (29 août 2019). «Moi, Emma B., prostituée…». L'Obs (2860): 65 à 69. ISSN 0029-4713. v19.

- Datos: Q67502392
- Multimedia: Emma Becker / Q67502392